# Single numer jeden w roku 1998 (USA)
Notowanie Billboard Hot 100 przedstawia najlepiej sprzedające się single w Stanach Zjednoczonych. Publikowane jest ono przez magazyn Billboard, a dane kompletowane są przez Nielsen SoundScan w oparciu o cotygodniowe wyniki sprzedaży cyfrowej oraz fizycznej singli, a także częstotliwość emitowania piosenek na antenach stacji radiowych.
"The Boy Is Mine" Moniki i Brandy był najdłużej utrzymującym się na szczycie singlem roku, pozostając na 1. miejscu przez trzynaście tygodni.

## Historia
| Data publikacji | Piosenka                                                               | Artysta                |
| --------------- | ---------------------------------------------------------------------- | ---------------------- |
| 3 stycznia      | "Something About the Way You Look Tonight" / "Candle in the Wind 1997" | Elton John             |
| 10 stycznia     | "Something About the Way You Look Tonight" / "Candle in the Wind 1997" | Elton John             |
| 17 stycznia     | "Truly Madly Deeply"                                                   | Savage Garden          |
| 24 stycznia     | "Truly Madly Deeply"                                                   | Savage Garden          |
| 31 stycznia     | "Together Again"                                                       | Janet Jackson          |
| 7 lutego        | "Together Again"                                                       | Janet Jackson          |
| 14 lutego       | "Nice and Slow"                                                        | Usher                  |
| 21 lutego       | "Nice and Slow"                                                        | Usher                  |
| 28 lutego       | "My Heart Will Go On"                                                  | Céline Dion            |
| 7 marca         | "My Heart Will Go On"                                                  | Céline Dion            |
| 14 marca        | "Gettin' Jiggy Wit It"                                                 | Will Smith             |
| 21 marca        | "Gettin' Jiggy Wit It"                                                 | Will Smith             |
| 28 marca        | "Gettin' Jiggy Wit It"                                                 | Will Smith             |
| 4 kwietnia      | "All My Life"                                                          | K-Ci & JoJo            |
| 11 kwietnia     | "All My Life"                                                          | K-Ci & JoJo            |
| 18 kwietnia     | "All My Life"                                                          | K-Ci & JoJo            |
| 25 kwietnia     | "Too Close"                                                            | Next                   |
| 2 maja          | "Too Close"                                                            | Next                   |
| 9 maja          | "Too Close"                                                            | Next                   |
| 16 maja         | "Too Close"                                                            | Next                   |
| 23 maja         | "My All"                                                               | Mariah Carey           |
| 30 maja         | "My All"                                                               | Mariah Carey           |
| 6 czerwca       | "The Boy Is Mine"                                                      | Brandy i Monica        |
| 13 czerwca      | "The Boy Is Mine"                                                      | Brandy i Monica        |
| 20 czerwca      | "The Boy Is Mine"                                                      | Brandy i Monica        |
| 27 czerwca      | "The Boy Is Mine"                                                      | Brandy i Monica        |
| 4 lipca         | "The Boy Is Mine"                                                      | Brandy i Monica        |
| 11 lipca        | "The Boy Is Mine"                                                      | Brandy i Monica        |
| 18 lipca        | "The Boy Is Mine"                                                      | Brandy i Monica        |
| 25 lipca        | "The Boy Is Mine"                                                      | Brandy i Monica        |
| 1 sierpnia      | "The Boy Is Mine"                                                      | Brandy i Monica        |
| 8 sierpnia      | "The Boy Is Mine"                                                      | Brandy i Monica        |
| 15 sierpnia     | "The Boy Is Mine"                                                      | Brandy i Monica        |
| 22 sierpnia     | "The Boy Is Mine"                                                      | Brandy i Monica        |
| 29 sierpnia     | "The Boy Is Mine"                                                      | Brandy i Monica        |
| 5 września      | "I Don’t Want to Miss a Thing"                                         | Aerosmith              |
| 12 września     | "I Don’t Want to Miss a Thing"                                         | Aerosmith              |
| 19 września     | "I Don’t Want to Miss a Thing"                                         | Aerosmith              |
| 26 września     | "I Don’t Want to Miss a Thing"                                         | Aerosmith              |
| 3 października  | "The First Night"                                                      | Monica                 |
| 10 października | "The First Night"                                                      | Monica                 |
| 17 października | "One Week"                                                             | Barenaked Ladies       |
| 24 października | "The First Night"                                                      | Monica                 |
| 31 października | "The First Night"                                                      | Monica                 |
| 7 listopada     | "The First Night"                                                      | Monica                 |
| 14 listopada    | "Doo Wop (That Thing)"                                                 | Lauryn Hill            |
| 21 listopada    | "Doo Wop (That Thing)"                                                 | Lauryn Hill            |
| 28 listopada    | "Lately"                                                               | Divine                 |
| 5 grudnia       | "I’m Your Angel"                                                       | R. Kelly i Céline Dion |
| 12 grudnia      | "I’m Your Angel"                                                       | R. Kelly i Céline Dion |
| 19 grudnia      | "I’m Your Angel"                                                       | R. Kelly i Céline Dion |
| 26 grudnia      | "I’m Your Angel"                                                       | R. Kelly i Céline Dion |